# Kiss Tivadar (labdarúgóedző)
Kiss Tivadar  (Budapest, 1891. április 2. – 1945. június 2. Theresienstadt) magyar edző, a magyar labdarúgó-válogatott szövetségi kapitánya.

## Pályafutása
Kiss már az 1924. szeptember 14-i Ausztria ellen 2:1 arányban elveszített mérkőzésen a válogató bizottság tagjaként segítette az akkori szövetségi kapitány, dr. Máriássy Lajos munkáját, ő maga pedig 1928-ban élhetett a lehetőséggel, hogy egy mérkőzés erejéig szövetségi kapitányként irányíthassa a magyar válogatottat. Az ellenfél az 1928. október 7.-ei Európa Kupa mérkőzésen ismételten Ausztria volt, akiktől ezúttal a válogatott 5:1 arányú vereséget szenvedett. Kisst Földessy János követte a szövetségi kapitányi poszton.

## Statisztika

### Mérkőzései szövetségi kapitányként
| Magyarország | Magyarország     | Magyarország     | Magyarország | Magyarország | Magyarország | Magyarország | Magyarország | Magyarország |
| #            | Dátum            | Helyszín         | Hazai        | Eredmény     | Vendég       | Kiírás       | Gólok        | Esemény      |
| ------------ | ---------------- | ---------------- | ------------ | ------------ | ------------ | ------------ | ------------ | ------------ |
| 1.           | 1928. október 7. | Bécs, Hohe Warte | Ausztria     | 5 – 1        | Magyarország | Európa-kupa  | -            |              |
|              | Összesen         |                  |              | -            | mérkőzés     |              | -            | gól          |